# Juana Borrero

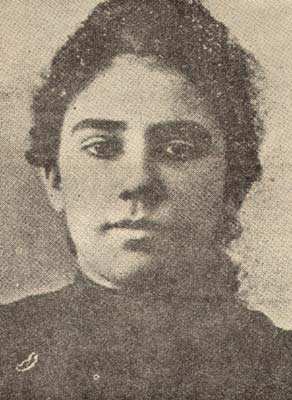
Juana Borrero Pierra, vor 1896

Juana Borrero y Pierra (* 18. Mai 1877 in Havanna, Capitanía General de Cuba, Spanisches Kolonialreich; † 9. März 1896 in Key West, Florida) war eine kubanische Dichterin des Modernismo und Malerin. Obwohl ihr malerisches Werk nicht umfangreich ist, gilt sie als eine wichtige Vertreterin der akademistischen Phase in der kubanischen Malerei. Ihre Werke Pilluelos und Las niñas sind im Museo Nacional de Bellas Artes de Cuba ausgestellt.

## Leben

Werke Juana Borrero
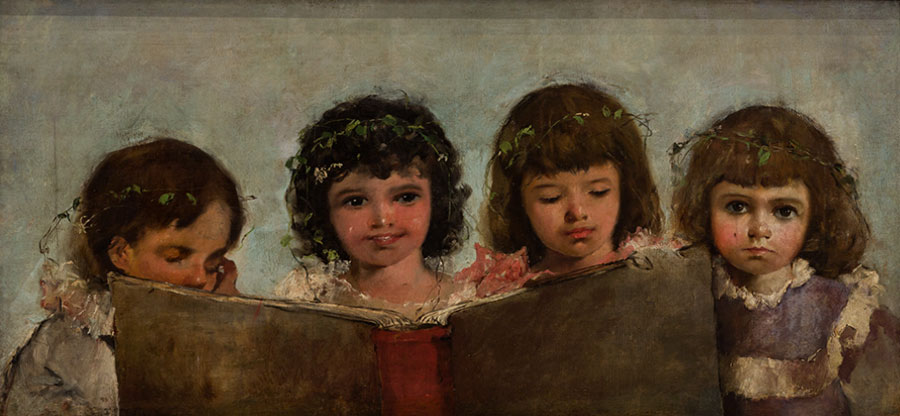
Las niñas, Öl auf Leinwand
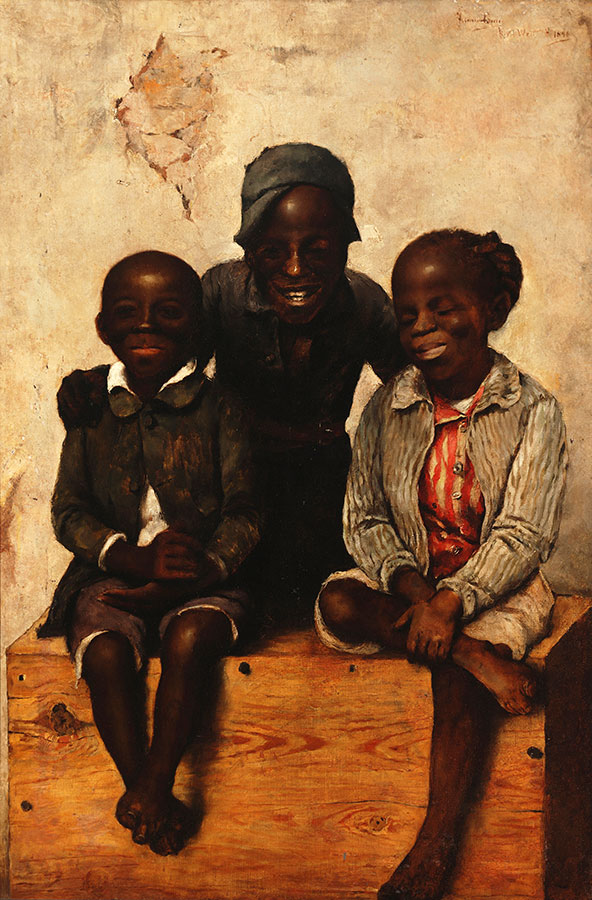
Pilluelos, Öl auf Leinwand

Borrero wurde im Viertel Santos Suárez von Havanna in der Kolonialzeit geboren. Als Dichterin galt sie als Wunderkind. Ihr Vater, Esteban Borrero, war Dichter und Verfasser von Kurzgeschichten; ihre Schwester, Dulce María Borrero, zeichnete sich in Poesie und Prosa aus. So wuchs Borrero in einer künstlerischen und literarischen Atmosphäre auf, inmitten von Treffen und literarischen Zirkeln, an denen auch andere Schriftsteller wie Carlos Pío Uhrbach, Federico Uhrbach oder Julián del Casal teilnahmen.
In ihrer Jugend nahm Juana Malunterricht, zunächst bei Dolores Desvernine, später (1886) an der Academia de Bellas Artes de San Alejandro in Havanna. Sie studierte auch bei Armando Menocal, einem der herausragendsten kubanischen Maler des 19. Jahrhunderts.
1892 begleitete Borrero ihren Vater nach New York, wo sie José Martí kennenlernte, der ihr zu Ehren eine Soiree in der Chickering Hall veranstaltete. Im folgenden Jahr kehrte sie nach Kuba zurück.
Ihre Einzelgedichte erschienen in einer Anthologie, Grupo de familia, poesías de los Borrero, die 1895 veröffentlicht wurde, im selben Jahr, in dem auch ihr einziger Gedichtband, Rimas, herauskam. Auch in La Habana Elegante, Gris y Azul und El Fígaro wurden Gedichte von Borrero veröffentlicht.
Da im Kubanischen Unabhängigkeitskrieg ihr Vater Esteban Borrero für die Unabhängigkeit vom Spanischen Kolonialreich eintrat, war die Familie Borrero 1895 gezwungen, in die Vereinigten Staaten, ins benachbarte Key West, auszuwandern.
1896 erkrankte Borrero schwer an Typhus. Unfähig zu schreiben, soll sie ihr letztes Gedicht diktiert haben. Sie starb im Alter von 18 Jahren.
Neben ihren Gemälden und Zeichnungen hinterließ sie eine umfangreiche Sammlung von Briefen, die zwischen 1966 und 1967 in zwei Bänden in Havanna veröffentlicht wurden. Diese Briefe haben ihren Ursprung in einer Liebesbeziehung zwischen Borrero und Carlos Pío Uhrbach, die aufgrund des Widerstands ihres Vaters in einem geheimen Briefwechsel geführt werden musste.
Borrero gilt als eine der faszinierendsten Persönlichkeiten der spanisch-amerikanischen Moderne. Sie blieb vor allem deshalb relativ unbekannt, weil ihre Werke nicht außerhalb Kubas publiziert wurden. Januar 2024 erscheint eine Monografie von Anne Kern zu Juana Borrero.